# Laura Stoica – Ediție specială
Laura Stoica – Ediție specială este un album video ce conține filmări din arhiva Televiziunii Române cu solista de muzică pop rock Laura Stoica. Materialul a fost lansat sub formă de DVD pe data de 15 octombrie 2007 prin intermediul casei de discuri TVR Media, fiind produs de Ioana Bogdan. Selecția video cuprinde filmări în care artista interpretează piese din repertoriul său în diverse emisiuni realizate de TVR, în cadrul programelor de Revelion ale aceleași televiziuni, pe scenele festivalurilor Cerbul de Aur și Mamaia, dar și câteva videoclipuri.

## Piese
1. Doar tu (1994) (Vlady Cnejevici / Nana Cnejevici, Laura Stoica)
2. Locul tău e aici (1991) (Dani Constantin / Laura Stoica)
3. Când ești singur (1995) (Geff Harrison / Iulian Vrabete)
4. Sunt cuminte (1999) (Laura Stoica, Remus Carteleanu / Laura Stoica)
5. Dă, Doamne, cântec (1990) (Viorel Gavrilă / Eugen Rotaru)
6. Vino (2000) (Mihai Coman / Laura Stoica)
7. Am nevoie de iubire (1995) (Florin Ionescu, Laura Stoica / Iulian Vrabete, Laura Stoica)
8. Nu e prea târziu (2000) (Mihai Coman / Laura Stoica)
9. Nu e de-ajuns (1998) (Iulian Vrabete / Iulian Vrabete)
10. Mi-ai luat inima / Când ești singur – Laura & Bodo (2002) (Proconsul / Geff Harrison / Iulian Vrabete)
11. Ai fost laș (1992) (Ionel Tudor / Andreea Andrei)
12. Îngerii nu plâng (1999) (Ion Cristinoiu / Roxana Popescu)
13. Așteaptă până mâine (2000) (Remus Carteleanu / Laura Stoica)
14. Dă-mi din nou curajul de-a trăi (1993) (Cornel Fugaru / Mirela Voiculescu Fugaru)
15. În singurătate (2001) (Laura Stoica / Laura Stoica)
16. Toamnă pe autostradă (1997) (Eugen Mihăescu / adaptare după Adrian Păunescu)
17. ...Nici o stea (1997) (Nicu Damalan / Laura Stoica)
18. Cartierul cântă rock (1997) (Nicu Damalan / Laura Stoica)
19. Mereu mă ridic (2005) (Laura Stoica, Remus Carteleanu, Matei Bulencea / Zoia Alecu)
20. Focul (1992) (Răzvan Mirică, Laura Stoica / Laura Stoica)
21. Un actor grăbit (1991) (Bogdan Cristinoiu / Andreea Andrei)
22. Luna (2005) (Laura Stoica, Emanuel Gheorghe / Laura Stoica)
23. Bonus – Lauri pentru Laura la Festivalul Cerbul de Aur (2003) (realizator Doru Ionescu)
24. Bonus – Laura și dragostea pentru teatru (2002) (realizator Sorin Avram)

Realizatori: Doina Anastasiu, Aurora Andronache, Ioana Bogdan, Doru Ionescu, Gh. E. Marian, Dan Mihăescu, Dumitru Moroșanu, Titus Munteanu, Diana Pascal, Nicoleta Păun, Liana Săndulescu, Mariana Șoitu. Producător executiv: Ioana Bogdan. Director general: Andrei Enescu.